# Saison 38 d'Alerte Cobra
Chronologie
Saison 37 Saison 39
Cet article présente le guide des épisodes la trente-huitième saison de la série télévisée Alerte Cobra.

## Distribution

### Acteurs principaux
- Erdoğan Atalay : Sami Gerçan (inspecteur)
- Vinzenz Kiefer : Alex Brandt (inspecteur)

### Acteurs récurrents
- Katja Woywood : Kim Krüger (chef de service)
- Daniela Wutte : Susanne König (secrétaire)
- Katrin Heß : Jenny Dorn (brigadier)
- Niels Kurvin : Armand Freund (police scientifique)
- Kerstin Thielemann : Isolde Maria Schrankmann (procureure générale)
- Carina Wiese : Andréa Gerçan (femme de Sami)

## Diffusion
En Allemagne, la saison a été diffusée du 10 septembre 2015 au 5 novembre 2015, sur RTL Television.
En France, la saison a été diffusée du 23 juin 2016 au 24 juillet 2018 sur TMC. À noter que TMC diffusait les épisodes en 2016 sans les 7 et 8 qui l'ont été en 2018.

## Épisodes

### Épisode 1:Vendetta
- Allemagne : 10 septembre 2015 sur RTL Television
- France : 23 juin 2016 sur TMC

### Épisode 2:Le prix du sang
- Allemagne : 17 septembre 2015 sur RTL Television
- France : 24 juin 2016 sur TMC

### Épisode 3:Derrière les barreaux
- Allemagne : 17 septembre 2015 sur RTL Television
- France : 27 juin 2016 sur TMC

### Épisode 4:Sang d'encre
- Allemagne : 24 septembre 2015 sur RTL Television
- France : 28 juin 2016 sur TMC

### Épisode 5:La horde sauvage
- Allemagne : 1er octobre 2015 sur RTL Television
- France : 29 juin 2016 sur TMC

### Épisode 6:Le moteur de la vengeance
- Allemagne : 15 octobre 2015 sur RTL Television
- France : 30 juin 2016 sur TMC

### Épisode 7:Une vie volée
- Allemagne : 22 octobre 2015 sur RTL Television
- France : 23 juillet 2018 sur TMC

### Épisode 8:Le grand combat
- Allemagne : 29 octobre 2015 sur RTL Television
- France : 24 juillet 2018 sur TMC

### Épisode 9:Les liens du cœur
- Allemagne : 5 novembre 2015 sur RTL Television
- France : 1er juillet 2016 sur TMC